# Нерпичий (остров)
Нерпи́чий — остров архипелага шхеры Минина. Административно относится к Таймырскому району Красноярского края России. Вместе со всей группой островов входит в состав заповедника «Большой Арктический», созданного в 1993 году

## Расположение
Расположен в крайней юго-восточной части архипелага в двух километрах от материковой России — полуострова Минина (к западу и югу за проливом Ленинградцев) и берега Харитона Лаптева (к юго-востоку и востоку). К северо-западу и северу от Нерпичьего лежат другие острова шхер Минина — остров Емельянова (в 1,5 километрах к западу), Входные острова (в 3,3 километрах к западу), остров Приглубный (в 3,5 километрах к северо-востоко-востоку) и крупнейший остров архипелага — Колосовых (менее километра к северу).

## Описание
Нерпичий имеет неровную, изрезанную заливами и мысами, Л-образную форму с вершиной, направленной на северо-запад, и клинообразным заливом в юго-восточной части. Длина от северо-западного мыса Створного до юго-восточной оконечности составляет 11 километров, от самой северной до самой южной точки — около 10 километров. Ширина — до 5 километров в центральной части.
Большую часть острова занимают четыре невысокие пологие возвышенности — гора Нерпичья (43 метра) в южной части и безымянные высоты 47, 41 и 32 метра. С возвышенностей к побережью острова сбегает несколько мелких непостоянных (промерзающих зимой) ручьёв. У берегов Нерпичьего в его восточной части лежат два небольших горько-солёных озера лагунного происхождения.
Берега пологие. Редкая тундровая растительность представлена мохово-лишайниковыми сообществами и короткой жёсткой травой. На горе Нерпичьей и высоте 47 метров установлены геодезические пункты.